# 伊利諾大學芝加哥分校
伊利諾大學芝加哥分校（英語：University of Illinois Chicago，簡稱UIC），位於美國伊利諾州芝加哥，是在芝加哥大都市區最大的大學，也是R1级高度研究型公立大學。
学校有大約33,000名學生分佈在16個學院，其中包括大型医学院，和可观的科研經費。它一直是美國研究經費排名前50的機構之一。
伊利諾大學芝加哥分校已經建立了幾個著名的學科專案。 伊利諾大學芝加哥分校在伊利諾州的醫療系統中具有領導作用，它擁有伊利諾州主要的公共醫療中心，並作為伊利諾州的醫生、藥師、護士和其他醫護人員的主要培訓基地。
伊利諾大學芝加哥分校是美国中西部地区的医学和科研中心之一。伊利諾大學芝加哥分校在2005年超過650所大學的國家科學基金會的研究經費統計排名中位居第48名，超過了芝加哥大學。

## 排名
学校创建于1982年，是伊利諾大學系统的第二個成员。虽然建校时间短，但是发展迅速。它在2007年上海交通大學的世界大學學術排名裡並列北美地區第76位，世界前100。在2020年之后的常见排名中，已经可与中西部州立旗舰大学相比。

## 校友
- 張曦雯 - 香港藝人
- 葉毓蘭 - 中華民國第10屆立法委員

### 腳注
1. ↑  . www.hacu.net. HACU.   [November 13, 2017]. （原始内容存档于2017-11-24）.
2. ↑   (PDF).   [2018-01-31]. （原始内容 (PDF)存档于2017-02-23）.
3. ↑  .   [August 5, 2016]. （原始内容存档于2018-01-19）.
4. ↑  .   [August 5, 2016]. （原始内容存档于2018-05-11）.
5. ↑  .   [February 21, 2015]. （原始内容存档于2018-01-18）.
6. ↑  Craines. .   [January 29, 2019]. （原始内容存档于2019-01-07）.
7. ↑   (PDF).   [2017-10-29]. （原始内容存档 (PDF)于2015-03-18）.
8. ↑  . Shanghai Ranking Consultancy. 2020  [2020-12-09].
9. ↑  . Quacquarelli Symonds Limited. 2021  [2020-12-09].
10. ↑  . Times Higher Education. 2021  [2020-12-09].
11. ↑  . US. News and World Report. 2021  [2020-12-09].
12. ↑  . Shanghai Ranking Consultancy. 2020  [2020-12-09].
13. ↑  . Wall Street Journal/Times Higher Education. 2021  [2021-01-24].
14. ↑  . Forbes. 2019  [2020-12-09].
15. ↑  . US. News and World Report. 2020  [2020-12-09].
16. ↑  . Washington Monthly. 2020  [2020-12-09].
17. ↑  University Rankings （页面存档备份，存于） － Top Universities
18. ↑  National University Rankings （页面存档备份，存于） － Top National Universities － US News Best Colleges

## 外部連結
41°52′19″N 87°38′57″W / 41.871889°N 87.649250°W
- Official website（页面存档备份，存于）
- Official athletics website（页面存档备份，存于）